# 롤스로이스 리미티드

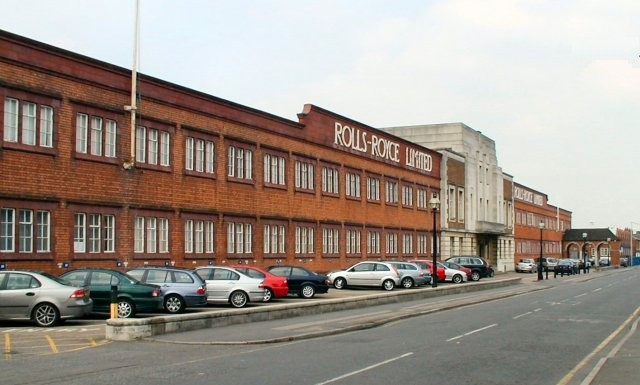
오스마스톤 롤스로이스

롤스로이스 리미티드(Rolls-Royce Limited)는 1904년 영국 맨체스터에 설립된 영국의 럭셔리카, 항공엔진 제조사이다. 찰스 롤스, 헨리 로이스와 파트너십을 맺었다. 기중기를 통해 확립된 로이스의 명성을 발판삼아 세계 최고의 자동차를 제조함으로써 뛰어난 공학적 명성을 빠르게 쌓아나갔다. 제1차 세계 대전의 발발로 인해 항공 엔진의 제조에 뛰어들었다. 1940년에 제트 엔진을 공동 개발하여 생산에 돌입했다. 롤스로이스는 방위 및 민간 항공기용 엔진의 개발과 제조를 하는 것으로 명성을 굳건히 다져가고 있다.